# Trullo

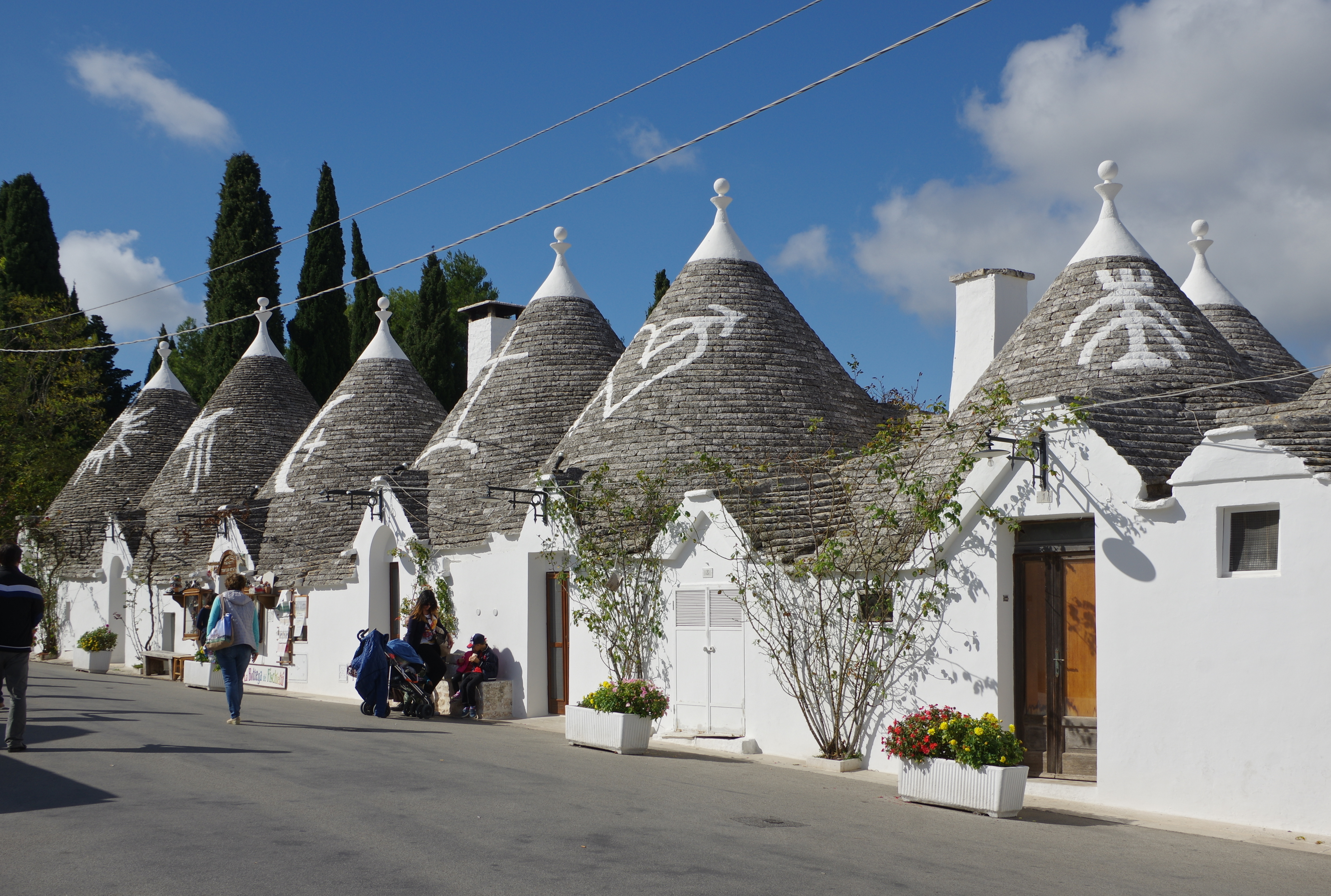
Alguns trulli a Alberobello

Els trulli (del grec τρούλος, cúpula, en italià trullo, plural trulli) són antigues construccions de pedra seca, còniques, d'orígens protohistòrics, típiques i exclusives del centre-sud de la Pulla, Itàlia. Malgrat que en les zones on es desenvolupen els trulli es troben restes arqueològiques que daten de temps prehistòrics, i els fonaments de les cabanes de pedra que daten de l'edat de bronze, no es pot atribuir una antiguitat particular als trulli, cosa que es justifica pel fet que, en lloc de restaurar-los quan es fan malbé, es prefereix enderrocar-los i reconstruir-los per raons econòmiques, per la reutilització del material.
Els trulli amb restes més antigues que s'han trobat es van construir el segle xvi, a prop de l'altiplà de la Pulla Murgia.
Els trulli d'Alberobello van ser declarats Patrimoni de la Humanitat per la UNESCO el 1996.